# Anders Wallqvist
Anders Wallqvist, född 1 mars 1816 i Varnhems socken, död 22 maj 1902 i Odensåkers socken, var en svensk amatörorgelbyggare, organist och folkskollärare i Odensåker.

## Lista över orglar
- 1850 - Odensåkers kyrka
- 1856 - Fredsbergs kyrka